# تپه گورستان پارتلاق چمن
تپه قبرستان پارتلاق چمن در شهرستان بوئین‌زهرا، بخش آوج، روستای شهیدآباد واقع شده و این اثر در تاریخ ۱۰ مهر ۱۳۸۰ با شمارهٔ ثبت ۳۹۱۶ به‌عنوان یکی از آثار ملی ایران به ثبت رسیده است.